# NGC 6899
NGC 6899 est une galaxie spirale barrée située dans la constellation du Télescope. Sa vitesse par rapport au fond diffus cosmologique est de 5 492 ± 21 km/s, ce qui correspond à une distance de Hubble de 81,0 ± 5,7 Mpc (∼264 millions d'al). NGC 6899 a été découverte par l'astronome britannique John Herschel en 1835.
La classe de luminosité de NGC 6899 est II-III et elle présente une large raie HI. 
À ce jour, neuf mesures non basées sur le décalage vers le rouge (redshift) donnent une distance de 61,200 ± 6,139 Mpc (∼200 millions d'al), ce qui est à l'extérieur des valeurs de la distance de Hubble. Notons cependant que c'est avec la valeur moyenne des mesures indépendantes, lorsqu'elles existent, que la base de données NASA/IPAC calcule le diamètre d'une galaxie et qu'en conséquence le diamètre de NGC 6899 pourrait être d'environ 48,5 kpc (∼158 000 al) si on utilisait la distance de Hubble pour le calculer.